# Cathelijn Peeters
Cathelijn Peeters (Dongen, 6 novembre 1996) è una velocista olandese, ha vinto la medaglia di bronzo nei 400 metri ostacoli ai campionati europei del 2024.

## Record nazionali
Seniores
- Staffetta 4x400 metri: 3'20"72 ( Budapest, 3 marzo 2024) (Eveline Saalberg, Lieke Klaver,, Cathelijn Peeters, Femke Bol)
- Staffetta 4x400 metri indoor: 3'24"34 ( Apeldoorn, 9 marzo 2025) (Lieke Klaver, Nina Franke, Cathelijn Peeters, Femke Bol)

## Progressione

### 400 metri ostacoli
| Stagione | Misura  | Luogo        | Data      | Rank. Mond. |
| -------- | ------- | ------------ | --------- | ----------- |
| 2024     | 54"31   | Ostrava      | 28-5-2024 |             |
| 2023     | 54"56   | Madrid       | 22-7-2023 |             |
| 2022     | 56"03   | Liegi        | 29-6-2022 |             |
| 2021     | 58"17   | Breda        | 26-6-2021 |             |
| 2020     | 1'00"25 | Utrecht      | 7-8-2020  |             |
| 2019     | 59"80   | L'Aia        | 27-7-2019 |             |
| 2018     | 1'02"53 | Lokeren      | 24-6-2018 |             |
| 2017     | 1:05.24 | Sint-Niklaas | 2-8-2017  |             |
| 2016     | 1'07"19 | Vught        | 5-5-2016  |             |
| 2015     | 1'07"99 | Vlaardingen  | 25-5-2015 |             |
| 2014     | 1'11"10 | Eindhoven    | 28-6-2014 |             |

## Palmarès
| Anno | Manifestazione  | Sede      | Evento        | Risultato        | Prestazione | Note                                     |
| ---- | --------------- | --------- | ------------- | ---------------- | ----------- | ---------------------------------------- |
| 2022 | Mondiali        | Eugene    | 4x400 m       | Batteria         | dq          |                                          |
| 2023 | Europei indoor  | Istanbul  | 4x400 m       | Oro              | 3'25"66     | [ 1 ]                                    |
| 2023 | Giochi europei  | Chorzów   | 400 m hs      | Bronzo           | 54"97       |                                          |
| 2023 | Mondiali        | Budapest  | 400 m hs      | Semifinale       | 54"63       | [ 2 ]                                    |
| 2023 | Mondiali        | Budapest  | 4x400 m       | Oro              | 3'20"72     | [ 3 ]                                    |
| 2024 | Mondiali indoor | Glasgow   | 4x400 m       | Oro              | 3'25"07     | [ 4 ]                                    |
| 2024 | World Relays    | Nassau    | 4x400 m       | Qualif. olimpica | 3'27"45     |                                          |
| 2024 | Europei         | Roma      | 400 m hs      | Bronzo           | 54"37       |                                          |
| 2024 | Europei         | Roma      | 4x400 m       | Oro              | 3'22"39     | Miglior prestazione europea stagionale   |
| 2024 | Giochi olimpici | Parigi    | 400 m hs      | Semifinale       | 55"20       |                                          |
| 2024 | Giochi olimpici | Parigi    | 4x400 m       | Argento          | 3'19"50     | Record nazionale                         |
| 2024 | Giochi olimpici | Parigi    | 4x400 m mista | Oro              | 3'07"43     | [ 5 ]                                    |
| 2025 | Europei indoor  | Apeldoorn | 400 m piani   | Semifinale       | 53"21       |                                          |
| 2025 | Europei indoor  | Apeldoorn | 4x400 m       | Oro              | 3'24"34     | Record nazionale · Record dei campionati |

## Campionati nazionali
- 4 volte campionessa olandese dei 400 m hs (2020, 2021, 2022, 2023)

2019
- Bronzo ai campionati olandesi (L'Aia), 400 m hs - 59"80

2020
- Oro ai campionati olandesi (Utrecht), 400 m hs - 1'00"32
- 7ª ai campionati olandesi (Emmeloord), eptathlon - 4706 pt

2021
- Oro ai campionati olandesi (Breda), 400 m hs - 58"17

2022
- 6ª ai campionati olandesi indoor (Apeldoorn), 400 m piani - 54"48
- Oro ai campionati olandesi (Apeldoorn), 400 m hs - 56"51

2023
- Bronzo ai campionati olandesi indoor (Apeldoorn), 400 m piani - 53"11
- Oro ai campionati olandesi (Breda), 400 m hs - 54"95

2024
- Bronzo ai campionati olandesi indoor (Apeldoorn), 400 m piani - 52"08

## Altre competizioni internazionali
2019
- 8ª ai Campionati europei a squadre, ( Cluj-Napoca), 400 metri hs - 58"64

2023
- Bronzo ai Campionati europei a squadre, ( Chorzów), 400 metri hs - 54"97